# Dasypogon australis
Dasypogon australis är en tvåvingeart som beskrevs av Macquart 1838. Dasypogon australis ingår i släktet Dasypogon och familjen rovflugor. Inga underarter finns listade i Catalogue of Life.